# Aer Lingus UK
Aer Lingus (UK) Limited est une compagnie aérienne britannique, filiale à 100 % d'Aer Lingus, la compagnie aérienne nationale irlandaise. Son siège social se situe à Belfast, en Irlande du Nord, et ses opérations sont basées à l'aéroport de Manchester. Les vols ont été lancées le 20 octobre 2021, avec son vol inaugural de Manchester à la Barbade.

## Histoire
Aer Lingus UK a été créée en 2020 et a son siège à Belfast, en Irlande du Nord, en tant que compagnie aérienne basée au Royaume-Uni. En novembre 2020, les plans de la compagnie aérienne impliquaient de lancer des vols transatlantiques vers les États-Unis, vers Boston, New York JFK et Orlando à partir de l'aéroport de Manchester,. Les plans de flotte initiaux de la compagnie aérienne se composaient de deux Airbus A321LR et de deux Airbus A330-300, tous transférés de la société mère Aer Lingus,. La compagnie aérienne serait en concurrence face à  Virgin Atlantic, et comblerait une partie du vide laissé par Thomas Cook Airlines, qui a cessé ses activités en septembre 2019.
En décembre 2020, la compagnie aérienne a demandé au Département des transports des États-Unis (USDOT) un permis de transporteur aérien étranger, qui a été approuvé en mars 2021.
Le 8 juillet 2021, Aer Lingus UK a obtenu son certificat de transporteur aérien (AOC) de la CAA britannique,. La compagnie aérienne a également soumis son AOC à l'USDOT pour l'approbation de sa demande. Dans les jours précédant la réception de son AOC, la compagnie aérienne a officiellement transféré un Airbus A330-300 de la société mère Aer Lingus, suivi du transfert d'un Airbus A321LR et d'un autre Airbus A330-300. Les vols réguliers d'Aer Lingus UK vers la Barbade n'ont pas été affectés et les opérations de la compagnie aérienne ont commencé avec le lancement de la route le 20 octobre 2021.

## Destinations
Aer Lingus UK dessert les destinations suivantes à 2021[Depuis quand ?] :
| Pays        | Ville                | Aéroport                               | Date de début    | Date de fin | Remarques | Réfs   |
| ----------- | -------------------- | -------------------------------------- | ---------------- | ----------- | --------- | ------ |
| Barbade     | Bridgetown           | Aéroport international Grantley-Adams  | 20 October 2021  |             |           |        |
| Royaume-Uni | Manchester           | Aéroport de Manchester                 | 20 October 2021  |             |           |        |
| États-Unis  | La ville de New York | Aéroport international John F. Kennedy | 1 December 2021  |             |           | [ 10 ] |
| États-Unis  | Orlando              | Aéroport international d'Orlando       | 11 December 2021 |             |           | [ 10 ] |

## Flotte
2022[Depuis quand ?], the Aer Lingus UK fleet operates the following aircraft,:
| Avion           | En service | Commandes | Passagers | Passagers | Passagers | Remarques                       |
| Avion           | En service | Commandes | C         | Oui       | Total     | Remarques                       |
| --------------- | ---------- | --------- | --------- | --------- | --------- | ------------------------------- |
| Airbus A321LR   | 1          | —         | 16        | 168       | 184       | G-EIRH. Transféré d'Aer Lingus. |
| Airbus A330-300 | 1          | —         | 30        | 287       | 317       | G-EILA. Transféré d'Aer Lingus. |
| Total           | 2          | —         |           |           |           |                                 |